# Z.F.K. Petrovice
Z.F.K. Petrovice (podle sponzora také Z.F.K. AQM Petrovice) je florbalový klub z Petrovic u Karviné.
Mužský tým hraje Národní ligu, třetí nejvyšší florbalovou soutěž v Česku. V pěti sezónách 2017/2018 až 2021/2022 hrál 1. ligu (druhou nejvyšší soutěž). První sezóna v 1. lize, ve které tým postoupil do čtvrtfinále play-off, byla zároveň pro tým nejúspěšnější.

## Mužský tým
| Sezóna    | Úroveň | Soutěž       | Umístění | Poznámka |
| --------- | ------ | ------------ | -------- | --- |
| 2013/2014 | 3      | 2. liga      |          | Druhé místo v divizi – Postup do nově vytvořené Národní ligy                                                       |
| 2014/2015 | 3      | Národní liga |          | Vypadnutí v předkole play-off proti Florbal Torpedo Havířov                                                        |
| 2015/2016 | 3      | Národní liga |          | Vypadnutí v semifinále play-off proti Florbal Torpedo Havířov                                                      |
| 2016/2017 | 3      | Národní liga |          | Prohra ve finále play-off proti TJ Slovan Havířov – Výhra v baráži proti 1. FBK Rožnov p/R. – Postup do vyšší ligy |
| 2017/2018 | 2      | 1. liga      | 8.       | Vypadnutí ve čtvrtfinále play-off proti Florbal PEGRES Havířov                                                     |
| 2018/2019 | 2      | 1. liga      | 11.      | Výhra v baráži proti ASK Orka Čelákovice                                                                           |
| 2019/2020 | 2      | 1. liga      | 14.      | Sezóna ukončena před zahájením play-down proti Sokol Brno I EMKOCase Gullivers                                     |
| 2020/2021 | 2      | 1. liga      | 10.      | Sezóna ukončena po neúplných sedmi odehraných kolech základní části                                                |
| 2021/2022 | 2      | 1. liga      | 11.      | Prohra v baráži proti FbC Plzeň – Sestup do nižší ligy                                                             |
| 2022/2023 | 3      | Národní liga |          | Vypadnutí ve čtvrtfinále play-off proti FBC Vikings Kopřivnice                                                     |
| 2023/2024 | 3      | Národní liga |          | Vypadnutí ve čtvrtfinále play-off proti Torpedo Havířov                                                            |
| 2024/2025 | 3      | Národní liga |          | Vypadnutí ve čtvrtfinále play-off proti FBC Intevo Třinec                                                          |